# Liste des représentants des États-Unis pour l'État de New York
Depuis le recensement de 2020, l'État de New York dispose de 26 élus à la Chambre des représentants des États-Unis, ce nombre est effectif aux élections de 2022.

## Représentation actuelle à la Chambre des représentants (2021-2023)
| District et Nom | District et Nom          | Début du mandat                             | Parti       |
| --------------- | ------------------------ | ------------------------------------------- | ----------- |
| 1               | Lee Zeldin               | 3 janvier 2015 (10 ans, 2 mois et 11 jours) | Républicain |
| 2               | Andrew Garbarino         | 3 janvier 2021 (4 ans, 2 mois et 11 jours)  | Républicain |
| 3               | Tom Suozzi               | 3 janvier 2017 (8 ans, 2 mois et 11 jours)  | Démocrate   |
| 4               | Kathleen Rice            | 3 janvier 2015 (10 ans, 2 mois et 11 jours) | Démocrate   |
| 5               | Gregory Meeks            | 3 janvier 1998 (27 ans, 2 mois et 11 jours) | Démocrate   |
| 6               | Grace Meng               | 3 janvier 2013 (12 ans, 2 mois et 11 jours) | Démocrate   |
| 7               | Nydia Velázquez          | 3 janvier 1993 (32 ans, 2 mois et 11 jours) | Démocrate   |
| 8               | Hakeem Jeffries          | 3 janvier 2013 (12 ans, 2 mois et 11 jours) | Démocrate   |
| 9               | Yvette Clarke            | 3 janvier 2007 (18 ans, 2 mois et 11 jours) | Démocrate   |
| 10              | Jerrold Nadler           | 3 janvier 1992 (33 ans, 2 mois et 11 jours) | Démocrate   |
| 11              | Nicole Malliotakis       | 3 janvier 2021 (4 ans, 2 mois et 13 jours)  | Républicain |
| 12              | Carolyn Maloney          | 3 janvier 1993 (32 ans, 2 mois et 11 jours) | Démocrate   |
| 13              | Adriano Espaillat        | 3 janvier 2017 (8 ans, 2 mois et 11 jours)  | Démocrate   |
| 14              | Alexandria Ocasio-Cortez | 3 janvier 2019 (6 ans, 2 mois et 13 jours)  | Démocrate   |
| 15              | Ritchie Torres           | 3 janvier 2021 (4 ans, 2 mois et 11 jours)  | Démocrate   |
| 16              | Jamaal Bowman            | 3 janvier 2021 (4 ans, 2 mois et 11 jours)  | Démocrate   |
| 17              | Mondaire Jones           | 3 janvier 2021 (4 ans, 2 mois et 11 jours)  | Démocrate   |
| 18              | Sean Patrick Maloney     | 3 janvier 2013 (12 ans, 2 mois et 11 jours) | Démocrate   |
| 19              | Antonio Delgado          | 3 janvier 2019 (6 ans, 2 mois et 13 jours)  | Démocrate   |
| 20              | Paul Tonko               | 3 janvier 2013 (12 ans, 2 mois et 11 jours) | Démocrate   |
| 21              | Elise Stefanik           | 3 janvier 2015 (10 ans, 2 mois et 11 jours) | Républicain |
| 22              | Claudia Tenney           | 11 février 2021 (4 ans, 1 mois et 3 jours)  | Républicain |
| 23              | Joe Sempolinski          | 13 septembre 2022 (2 ans, 6 mois et 1 jour) | Républicain |
| 24              | John Katko               | 3 janvier 2015 (10 ans, 2 mois et 11 jours) | Républicain |
| 25              | Joseph Morelle           | 13 novembre 2018 (6 ans, 4 mois et 1 jour)  | Démocrate   |
| 26              | Brian Higgins            | 3 janvier 2005 (20 ans, 2 mois et 11 jours) | Démocrate   |
| 27              | Chris Jacobs             | 21 juillet 2020 (4 ans, 7 mois et 21 jours) | Républicain |

## Démographie

### Partis politiques
- 19 démocrates
- 8 républicains

### Sexes
- 18 hommes (treize démocrates et cinq républicains)
- 9 femmes (six démocrates et trois républicaines)